# Ormosia albertensis
Ormosia albertensis är en tvåvingeart som beskrevs av Alexander 1933. Ormosia albertensis ingår i släktet Ormosia och familjen småharkrankar. Inga underarter finns listade i Catalogue of Life.